# Eternal Faith
Eternal Faith é o primeiro álbum de estúdio da banda Takara lançado em dezembro de 1993 pela Then Records.

## Lista de faixas
1. "Spotlight"
2. "Two Hearts Together"
3. "Don't Walk Away"
4. "Just Like Yesterday"
5. "Restless Heart"
6. "First Attraction"
7. "I Don't Believe"
8. "Fallen Angel"
9. "Colors Fade"
10. "Passions of the Heart"

## Créditos
- Jeff Scott Soto – vocais
- Gary Schutt – baixo
- Neal Grusky – guitarra
- Robert Duda – bateria